# 3I/ATLAS
3I/ATLAS або C/2025 N1 (ATLAS) (попереднє позначення A11pl3Z) — міжзоряний об'єкт з кометними властивостями, який 29 жовтня 2025 року має наблизитися до Сонця на відстань 1,36 а.о.. Об'єкт має найбільший ексцентриситет з усіх відкритих міжзоряних об'єктів (e=6,15±0,17 проти 1,2 і 3 в Оумуамуа і комети Борисова відповідно). Найменша відстань до Землі (1,8±0,1 а.о) очікується 19 грудня 2025 року.

## Відкриття
3I/ATLAS вперше виявили 1 липня 2025 року під час огляду неба системою ATLAS. Тоді обсерваторії й аматори астрономії почали шукати об'єкт на раннішіх знімках, щоб збільшити дугу його спостережень й уточнити траєкторію. Об'єкт виявили на знімках 25 та 29 червня 2025 року. На той час об'єкт перебував на відстані близько 570 млн км від Сонця. 3I/ATLAS має досить великі розміри, зокрема його діаметр оцінюють у 15-20 км, що значно більше за розміри раніше виявлених міжзоряних об'єктів.
Передбачається, що 3I/ATLAS пролетить відстані 28 млн км від Марса й досягне 11-ї зоряної величини на небі червоної планети, без урахування кометних властивостей, через що стане ледь видимим для апарата MRO.

### Спостереження
Дуга спостережень 3I/ATLAS на 2 липня 2025 року становила 439,11 год, а кількість спостережень досягла 110[відсутнє в джерелі]. Виходячи з траєкторії міжзоряного об'єкта, передбачається, що коли він підлетить найближче до Землі, то перебуватиме за Сонцем і спостереження в той час будуть ускладнені. Швидкість об'єкта, з якою він рухається через Сонячну систему, досить велика та досягає понад 225 тис км/год, що властиво міжзоряним об'єктам. 3I/ATLAS пересувається небесною сферою зі швидкістю 1,2 кутової секунди на хвилину.
Станом на 15 липня 2025 року міжзоряний об'єкт 3I/ATLAS знаходився на відстані близько 465 млн км (290 млн миль) від Землі. Відповідні знімки 3I/ATLAS були виконані під час спостереження за допомогою телескопу Gemini North обсерваторії Джеміні на Гаваях.

### Відкриття кометних властивостей

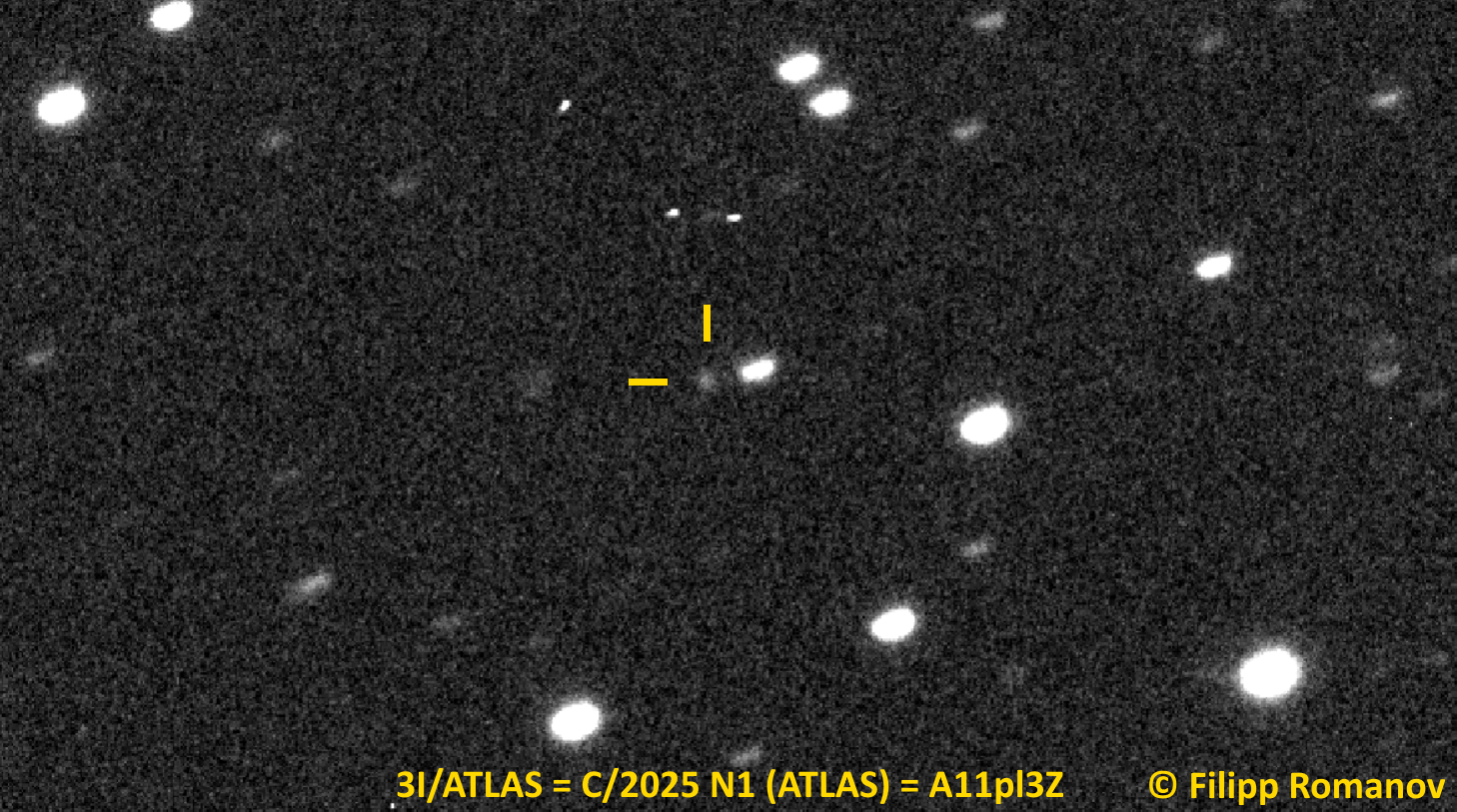
Міжзоряна комета 3I/ATLAS = C/2025 N1 (ATLAS) = A11pl3Z, сфотографована 2 липня 2025 року оглядовим телескопом у Ріо-Уртадо (Чилі).

Спостереження 2 липня 2025 року за допомогою Deep Random Survey (X09) в Чилі, Lowell Discovery Telescope (G37) в Арізоні й телескопу CFH (T14) на Мауна-Кеа показали кому й короткий хвіст довжиною 3 кутових секунди, що вказує на те, що об'єкт є кометою. 2 липня 2025 року о 21:31 UT МАС надав астероїду позначення міжзоряного об'єкта «3I» (третій міжзоряний об'єкт, після Оумуамуа та комети Борисова). МАС також надав 3I/ATLAS позначення неперіодичної комети — C/2025 N1 (ATLAS).